# Centrul de Cultură „Palatele Brâncovenești de la Porțile Bucureștiului”
Centrul de Cultură „Palatele Brâncovenești de la Porțile Bucureștiului” este un muzeu județean din Mogoșoaia, amplasat în Str. Valea Parcului nr. 1. Palatul brâncovenesc de la Mogoșoaia a fost atestat prima oară într-un act din 24 aprilie 1698. Construcția s-a finalizat la 20 septembrie 1702 (precizată în pisania prinsă deasupra ușii de intrare). Palatul a servit ca locuință lui Ștefan, fiul domnitorului Constantin Brâncoveanu. Așezat pe malul lacului, într-o curte dreptunghiulară împrejmuită de ziduri puternice, palatul are un plan regulat, rectangular, înălțându-se pe trei niveluri: subsol (pivnița), parter și etaj. Pivnița se remarcă prin dimensiuni și masivitate. Un pilon central împarte spațiul în patru încăperi, acoperite fiecare cu câte o cupolă pe pandantivi. Parterul cuprindea opt încăperi destinate slujitorilor domnului, iar etajul era rezervat în întregime familiei domnești. La etaj, pe fațada dinspre lac, se află cel mai rafinat element de arhitectură al palatului: splendida loggia de inspirație venețiană, cu trei arcade. Azi apare încadrată de două foișoare, adăugate în timpul renovării din perioada 1860 - 1880, remarcându-se prin coloanele lor cu capiteluri sculptate în piatră. Foișorul de pe latura de răsărit a palatului este de asemenea sprijinit pe opt coloane de piatră, având o balustradă bogat decorată. Bolta foișorului fusese acoperită cu pictură murală cu motive geometrice și vegetale, din care se mai păstrează câteva fragmente. La etaj - probabil în sala spătăriei - exista o mare frescă ce istorisea, în panouri de câte doi metri, călătoria domnitorului la Adrianopol, în 1703, și întâlnirea lui cu sultanul. Fragmente din această frescă se mai păstrau încă la jumătatea secolului al XIX-lea, dar majoritatea picturilor, stucaturilor și decorațiilor interioare au fost distruse de turci în 1775. Incrustațiile bogate reunesc elemente stilistice caracteristice atât renașterii cât și barocului. Domeniul Mogoșoaia cuprinde azi un parc englezesc, cu grădini în stil italian, o curte în care se afla palatul, cuhnia, ghețăria, turnul porții (ante 1702), casa de oaspeți (secolul al XVII-lea, refaceri în 1927 - 1936), iar în exteriorul ei serele N. Bibescu (1890), paraclisul Sf. Gheorghe (1688) și capela Gheorghe Bibescu (secolul al XIX-lea). Palatul adăpostește donația Liana și Dan Nasta, o colecție de artă comparată (circa 300 de piese), în sălile parterului și în anexe fiind prezentate anual circa 12 expoziții temporare, tematice sau de artă contemporană. În casa de oaspeți funcționează un centru de conferințe și rezidențe.